# Hadrodactylus confusus
Hadrodactylus confusus är en stekelart som först beskrevs av Holmgren 1858.  Hadrodactylus confusus ingår i släktet Hadrodactylus och familjen brokparasitsteklar. Arten är reproducerande i Sverige. Inga underarter finns listade i Catalogue of Life.